# The Silo
The Silo es un edificio residencial de 65 metros de altura convertido de un antiguo silo ubicado en la zona de Nordhavn, en Copenhague, Dinamarca. El edificio tiene 17 pisos y fue completado en mayo de 2017 y alberga 39 apartamentos, un restaurante y una plataforma de observación.  El edificio fue diseñado por el estudio de arquitectura Cobe con sede en Copenhague.
El edificio forma parte de la transformación del Nordhaven de Copenhague (en español: Puerto Norte), de ser un desarrollo industrial a un nuevo distrito de la ciudad. La construcción requirió que la fachada fuera renovada y reemplazada. Los apartamentos varían de 106m² a 401m² y cuentan con ventanas de piso a techo y balcones.
The Silo ha ganado numerosos premios de diseño y arquitectura, entre ellos los CTBUH 2018 Best Tall Building Europe, los Civic Trust Awards  y los Azure AZ Awards 2018.